# 敖文瑞
敖文瑞（15世紀—16世紀），號伯村，北直隸河間府景州吳橋縣豐樂里人，明朝政治人物。

## 生平
弘治十一年（1498年），敖文瑞中式順天鄉試舉人。正德間授山東兗州府同知，陞鹽運司同知，他卻自陳任舊官，於是改任廬州，為政廉明清白，轉貴州銅仁府知府，改任杭州府同知，致仕歸家後親自務農、閉戶讀書，樸素得像寒儒一樣，著作都沒有流傳，有「吳川八景詩」，內容雄渾典麗，記載在縣志中乘，永嘉人張侯為他題句：「二十四年清白吏，百干萬世孝廉名」入祀鄉賢祠。

## 引用
1. 1 2  光緖《重修吳橋縣志·卷七·人物志上》：敖文瑞，號伯村，宏治戊午科舉人，厯官銅仁府知府，致仕歸家無中人，產躬親農事，閉戶課讀朴素如寒儒，著作甚富，惜無傳，有吳川八景詩，雄渾典麗載邑乘，永嘉張侯題其堂曰：二十四年清白吏，百干萬世孝廉名，祀鄉賢。
2. ↑  光緒《續修廬州府志·卷二十七·名宦傳二》：敖文瑞，吳橋人，登乙科，先任兖州府同知，晉鹽運同知，自陳仍舊官，改同知廬州事，廉明剛正，在任數年清白如一日。 明隆慶志